# Фехтування на літніх Олімпійських іграх 1936
Олімпійський турнір з фехтування 1936 року пройшов у рамках XI Олімпійських ігор у Берліні, Німеччина, з 2 по 15 серпня 1936 року.

## Медальний залік
| Місце | Країна          | Золото | Срібло | Бронза | Загалом |
| ----- | --------------- | ------ | ------ | ------ | ------- |
| 1     | Італія (ITA)    | 4      | 3      | 2      | 9       |
| 2     | Угорщина (HUN)  | 3      | 0      | 1      | 4       |
| 3     | Франція (FRA)   | 0      | 2      | 1      | 3       |
| 4     | Німеччина (GER) | 0      | 1      | 2      | 3       |
| 5     | Швеція (SWE)    | 0      | 1      | 0      | 1       |
| 6     | Австрія (AUT)   | 0      | 0      | 1      | 1       |

## Медалісти
Чоловіки
| Змагання                  | Золото | Срібло | Бронза |
| ------------------------- | --- | --- | --- |
| Шпага, особиста першість  | Франко Ріккарді · Італія (ITA) | Саверіо Раньйо · Італія (ITA)                                                                                | Джанкарло Корнаджа-Медічі · Італія (ITA)                                                                  |
| Шпага, командна першість  | Італія · Альфредо Пеццана · Едоардо Манджаротті · Саверіо Раньйо · Джанкарло Корнаджа-Медічі · Джанкарло Брусатті · Франко Ріккарді | Швеція · Ганс Дракенберг · Ганс Гранфельт · Густаф Дюрссен · Густав Альмгрен · Біргер Седерін · Свен Тофельт | Франція · Анрі Дульє · Філіпп Катьйо · Жорж Бушар · Пол Вормсер · Мішель Пеше · Бернар Шмец               |
| Рапіра, особиста першість | Джуліо Гаудіні · Італія (ITA) | Едвард Гардер · Франція (FRA)                                                                                | Джорджо Боккіно · Італія (ITA)                                                                            |
| Рапіра, командна першість | Італія · Джорджо Боккіно · Манліо Ді Роза · Джоакінно Гваранья · Чіро Верратті · Джуліо Гаудіні · Густаво Марці                     | Франція · Едвард Гардер · Андре Гардер · Жак Кутро · Рене Буньйоль · Рене Бонду · Рене Лемуен                | Німеччина · Зігфрід Лердон · Аугуст Гайм · Ервін Касмір · Юліус Айзенекер · Штефан Розенбауер · Отто Адам |
| Шабля, особиста першість  | Ендре Кабош · Угорщина (HUN) | Густаво Марці · Італія (ITA)                                                                                 | Аладар Геревич · Угорщина (HUN)                                                                           |
| Шабля, командна першість  | Угорщина · Пал Ковач · Тібор Берчеллі · Імре Райці · Аладар Геревич · Ендре Кабош · Ласло Райчаньї                                  | Італія · Вінченцо Пінтон · Альдо Машотта · Атос Танціні · Альдо Монтано · Густаво Марці · Джуліо Гаудіні     | Німеччина · Ганс Йоргер · Юліус Айзенекер · Аугуст Гайм · Ервін Касмір · Річард Валь · Ганс Ессер         |

Жінки
| Змагання                  | Золото                      | Срібло                         | Бронза                      |
| ------------------------- | --------------------------- | ------------------------------ | --------------------------- |
| Рапіра, особиста першість | Ілона Елек · Угорщина (HUN) | Гелена Майєр · Німеччина (GER) | Еллен Прайс · Австрія (AUT) |